# Carl und Carla
Carl und Carla ist ein mittellanges deutsches Stummfilmlustspiel aus dem Jahre 1915 von Carl Wilhelm mit Lisa Weise in der doppelten Titelrolle.

## Handlung
Als Hans von Platen seinen Gutsnachbarn besucht, fällt ihm dort im Haus ein Bildnis der beiden Zwillinge Carl und Carla auf, die sich sehr ähneln. Das Mädchen gefällt ihm sehr. Die aber hat so überhaupt keine Lust auf Männer und hat sich in der Stadt, wo sie gerade eine Höhere-Töchter-Ausbildung durchläuft, einen Anti-Männer-Verein gegründet, dessen ausschließlich weiblichen Mitglieder sich dazu verpflichten, keinesfalls zu heiraten. Bei Zuwiderhandlung, das sehen die Statuten vor, wird der entsprechenden jungen Dame das Haupthaar abgeschnitten. Auch Bruder Carl hält sich in derselben Stadt auf und muss gerade wegen des Begehens dummer Streiche an der Schule eine Strafe in seiner Pension absitzen. So kann lediglich Carla nach Hause heimkehren, als sie ein Brief ihres Vaters erreicht. Carlas Vater holt seine einkehrende Tochter mit dem Wagen am Bahnhof ab. Kurz darauf gesellt sich auch Hans von Platen zu den beiden.
Um ihrem Ruf als Männerhasserin gerecht zu werden, erklärt Carla gegenüber dem Mitreisenden gleich zu Beginn, dass sie Männer und Hunde nicht ausstehen könne. Auch als Platen Vater und Tochter auf deren Gut besucht, zeigt sich Carla als außerordentlich bockig bis unhöflich, und das, obwohl sie den jungen Mann eigentlich mag. Eines Morgens reitet Carla aus, und ihr Pferd beginnt zu scheuen. Platen, der das Malheur sieht, stürzt hinzu und wirft sich dem Pferd entgegen, ergreift die Zügel und kann so Carla vor einem schweren Sturz bewahren. Carla zeigt ihre Genugtuung und beginnt ihre Vorurteile gegenüber dem Mann sui generis allmählich abzubauen. Eines Tages sitzt sie rücklings auf einem Brückengeländer und sagt ein Gedicht auf. Dabei verliert Carla den Halt und fällt – prompt Hans von Platen in die Arme. Nun ist es endgültig um Carlas Herz geschehen, und bald darauf wird Verlobung gefeiert. Dazu muss aber Carla erst einmal aus ihrem eigenen Anti-Männer-Verein austreten.
Die zur Verlobungsfeier eingeladenen Ex-Vereinskolleginnen sind erbost bezüglich Carlas Entscheidung. Sie beschließen, der Einladung zu folgen, aber nur, um Carlas Haare abzuschneiden und so ihre Verachtung gegenüber dieser Entscheidung Ausdruck zu verleihen. Auftritt Carl: Der wird gefragt, was man da am besten tun könnte, und der aufgeweckte Junge weiß gegenüber Hans von Platen für den Preis von 100 Zigaretten Rat: Er beschafft sich vom ortsansässigen Friseur eine Lockenperücke und zieht sich in eines von Carlas Kleidern an. So geht Carl locker als Carla durch und kann mit dem Abschneiden der Locken vor den getäuschten Freundinnen eine Art „Selbstverstümmelung“ vornehmen. Und genau so geschieht es. Da Carl aber selbst ein Mann ist, will er sich es nicht nehmen lassen und die männerhassenden Vereinsmädchen nach dem Akt bloßstellen, in dem er sich lachend die „entlockte“ Perücke herunterreißt. Die jungen Frauen sind düpiert, doch Carla weiß Frieden zu stiften und lädt ihre einstigen Vereinsgenossinnen zu versöhnendem Kaffee und Kuchen ein. Jetzt kann die Verlobungsfeier ungestört über die Bühne gehen.

## Produktionsnotizen
Carl und Carla entstand im Vorfrühling 1915 und wurde am 1. April desselben Jahres uraufgeführt. Der Film besaß eine Länge von etwa 950 Metern, verteilt auf drei Akte.
Drehbuchautor Felix Stern war eigentlich Fabrikant und zugleich Lisa Weises Ehemann.

## Kritiken
Die Kinematographische Rundschau befand zur Leistung Lisa Weises: „Sie versteht in diesem Bilde ebensogut das Backfischchen zu mimen, als auch die frische burschikose Art des Gymnasiasten zu treffen. Die Rolle des Partners ist durch Herrn Karl Beckersachs recht gut vertreten.“
Für die Villacher Zeitung war Carl und Carla „das reizende Lustspiel“, „in welchem die beliebte Soubrette Lisa Weise … eine anerkennenswerte Leistung zeigt“.